# Humaid Abdulla Abbas
Humaid Abdulla Abbas Al Blooshi (in arabo حميد عبداللة عباس أل بلوشي‎?; Dubai, 16 aprile 1988) è un calciatore emiratino, centrocampista dell'Hatta Club.